# Перуанская футбольная федерация
Перуанская футбольная федерация (исп. Federación Peruana de Fútbol, исп. FPF) — организация, осуществляющая контроль и управление футболом в Перу. Основана 23 августа 1922 года, член ФИФА с 1924 года, член КОНМЕБОЛ с 1925 года. Управляет мужской сборной Перу по футболу, женскими, молодёжными, юношескими и любительскими футбольными командами и турнирами в Перу.

## История
27 февраля 1912 года была создана Перуанская футбольная лига, которая занималась организацией чемпионата Перу. 23 августа 1922 года была основана Перуанская футбольная федерация. Её первым президентом стал бывший футболист «Атлетико Чалако», а затем президент этого клуба Клаудио Мартинес Бодеро.

## Президенты федерации
Ниже приведён хронологический список президентов Перуанской футбольной федерации.
| Период    | Имя                           |
| --------- | ----------------------------- |
| 1922—1925 | Клаудио Мартинес Бодеро       |
| 1926      | Гильермо Амескита             |
| 1927      | Алехандро Гарланд             |
| 1928      | Леон М. Вега                  |
| 1929      | Федерико Фернандини           |
| 1930      | Гастон Басадре                |
| 1930—1931 | Рикардо Гусман Маркина        |
| 1931      | Гастон Басадре                |
| 1931—1933 | Мануэль Мухика Гальо          |
| 1933—1936 | Луис Пикассо Родригес         |
| 1936—1937 | Клаудио Мартинес Бодеро       |
| 1938—1939 | Луис Марру Корреа             |
| 1939—1941 | Луис Васкес Бенавидес         |
| 1941—1942 | Алехандро Вальдивия           |
| 1942      | Гильермо Гаравито             |
| 1943      | Умберто Меза                  |
| 1943—1948 | Хуан Бромли                   |
| 1948—1952 | Леонсио Гомес Руис            |
| 1952      | Аугусто Монтес                |
| 1952—1953 | Хуан Эскудеро Вильяр          |
| 1953      | Мигель Мартикоррена           |
| 1953—1954 | Пабло Джери Камино            |
| 1954      | Хосе Мерино Рейба             |
| 1954—1955 | Луис Разетто                  |
| 1956      | Энрике Веласкес Вильявисенсио |
| 1956—1959 | Хосе Салом Мауртуа            |
| 1959—1960 | Никанор Артеага Домингес      |
| 1961      | Хорхе Баррето Алван           |
| 1962—1964 | Теофило Салинас Фуллер        |
| 1965      | Андрес Диандерас              |
| 1966—1970 | Густаво Эскудеро Молина       |
| 1970—1973 | Хосе Салом Мауртуа            |
| 1973—1975 | Лусиано Кунео Марсини         |
| 1975—1976 | Мигель Пельни Гуардия         |
| 1976—1977 | Мануэль Монаси                |
| 1977—1978 | Альваро Вальдивия Аспьязу     |
| 1979      | Аугусто Сиксия                |
| 1980—1983 | Альберто Эспантосо Перес      |
| 1983—1984 | Луис Варгас Хорнес            |
| 1985      | Хорхе Кирос Кастро            |
| 1985—1987 | Освальдо Рамирес              |
| 1987—1991 | Хосуэ Гранде Фернандес        |
| 1992      | Мануэль Бурга Сеоане          |
| 1992      | Вальтер Индакочеа Кейроло     |
| 1992—2002 | Николас Дельфино              |
| 2002—2015 | Мануэль Бурга Сеоане          |
| 2015—2018 | Эдвин Овьедо Пичотито         |
| 2018—     | Агустин Лосано Сааведра       |